# 백일의 낭군님
《백일의 낭군님》은 2018년 9월 10일부터 2018년 10월 30일까지 tvN에서 방영된 월화 드라마이다.

## 제작진

### 극본
- 노지설 : ( 도서 《깜근이 엄마(울지마 영원히 네 편이 되어줄게)》(집필), 만화 《깡근이 엄마》(집필), 도서 《내겐 너무 사랑스러운 그녀 1》(집필), 도서 《내겐 너무 사랑스러운 그녀 2》(집필), 도서 《백일의 낭군님 1(노지설 대본집)》(집필), 도서 《백일의 낭군님 2(노지설 대본집)》(집필), 드라마 《사랑해도 될까요?》(집필), SBS 2부작 토요 미니시리즈 《깜근이 엄마》(집필), SBS 월화 미니시리즈 《닥터 챔프》(집필), SBS 드라마스페셜 《내겐 너무 사랑스러운 그녀》(집필) 등 집필 )

## 등장 인물

### 주요 인물
- 도경수 : 나원득 / 세자 이율 역 (아역 : 정지훈)
- 남지현 : 연홍심 / 윤이서 역 (아역 : 허정은)
- 조성하 : 김차언 역 - 좌의정, 세자의 장인

### 원득의 주변 인물
- 조한철 : 임금 (능선군 이호) 역
- 오연아 : 중전 박씨 역
- 지민혁 : 서원대군 역 - 중전 박씨의 아들, 이율의 이복동생

### 홍심의 주변 인물
- 김선호 : 정제윤 역 - 한성부 참군, 송주현 두번째 현감
- 정해균 : 연씨 역 - 봉수군, 홍심의 양아버지

### 김차언의 주변 인물
- 한소희 : 김소혜 역 (아역 최명빈) - 세자빈, 김차언의 딸
- 허정민 : 김수지 역 - 김차언의 아들, 예조 정랑
- 김재영 : 무연 / 윤석하 역 (아역 정준원) - 살수(윤이서의 오빠)

### 궁궐 사람들
- 최웅 : 정사엽 역 - 사간원 대사간, 정제윤의 이복형
- 조현식 : 양 내관 역 - 동궁전 내관
- 도지한 : 동주 역 (아역 이시우) - 익위사, 이율의 죽마고우이자 호위무사 (†)
- 강영석 : 권혁 역 - 내금위 종사관, 제윤의 친구
- 이규복 : 송내관 역 - 동궁전 새 내관

### 송주현 사람들
- 안석환 : 박선도 영감 역 - 송주현의 실세, 김차언의 주요 비자금 공급책
- 이준혁 : 박복은 역 - 송주현 아전 → 송주현 세번째 현감
- 김기두 : 구돌 역 - 봉수군, 끝녀의 남편, 원득의 절친한 친구
- 이민지 : 끝녀 역 - 홍심의 절친한 친구
- 조재룡 : 조부영 역 - 송주현 첫번째 현감

### 그 외 인물
- 손광업 : 장문석 역 - 김차언의 심복
- 이승훈 : 우의정 역
- 박선우 : 이돈영 역
- 이승준 : 민영기 역 - 예조판서
- 이채경 : 강상궁 역
- 정준원 : 어린 윤석하 역 - 윤이서 오빠
- 이혜은 : 양춘 역
- 정수교 : 마칠 역 - 고리대금업자 → 행수
- 한지은 : 애월 역
- 이선희 : 국밥집 주인 역
- 홍윤재 : 살수 역
- 임승준 : 범이 역
- 조진철
- 엄래옥
- 주연우
- 정욱
- 박창선
- 김지성 : 막개 역
- 금채안 : 송선 역 - 내의녀
- 박광재 : 광인 역
- 최용민
- 조윤호
- 윤희원
- 민정섭
- 이진목 : 책장수 역
- 윤여헉
- 김대국
- 김상일
- 이호성
- 홍부향
- 강민 : 먹구 역
- 백수민 : 먹구를 괴롭히는 양반도령 1 역
- 임재하 : 먹구를 괴롭히는 양반도령 2 역
- 홍성민 : 먹구를 괴롭히는 양반도령 3 역
- 태원석 : 국밥집 손님 역
- 미석
- 최나무 : 중궁전 나인 역
- 강한샘 : 양반집규수의 정인 역
- 강다희 : 애인대행을 부탁한 양반집규수 역
- 지성근
- 하민 : 제조상궁 역
- 유영빈
- 송민혁
- 엄태우
- 장태민
- 최교식 : 꽃신 파는 장수 역
- 이영호
- 여운복 : 양반 역
- 황주호
- 한사명
- 이원진
- 최우영 : 궁에 토하젓을 진상하러 온 사람 역
- 병주완
- 박준수
- 강구하
- 우두연
- 한동국
- 김유주
- 김다정
- 김광태
- 장준영 : 토하젓을 진상하러 온 원득을 끌고가는 남자 역
- 이채민 : 기생 역
- 김동규
- 김수은
- 남은지
- 이영희
- 엄태옥
- 서영삼
- 김현
- 홍성호
- 김찬이
- 동윤석 : 한양 들어가기전 문 앞에서 검문하는 사람 역
- 권혁수
- 이영호
- 이시형
- 김태영
- 박정서
- 김효명 : 한양 들어가기 전 문 앞에서 검문하는 사람 역
- 장명갑 : 왕학사 역
- 배성민
- 유영복
- 진현광 : 공자를 연회때까지 잡아두라는 말을 따르는 내관 역
- 이규섭 : 공자를 납치해 감시하는 남자 역
- 서상원
- 박세준
- 김우성
- 김나무 : 강도출 역 - 양 내관을 치료하는 남자
- 정한빈
- 조풍래
- 안희주
- 정근정
- 김영권
- 진시원 : 송주현 세번째 현감의 명을 따르는 포졸 역
- 김우린 : 첩자 나인 역
- 성근우
- 오진석
- 심희현 : 원녀 역
- 권태희 : 원녀 역

### 특별출연
- 정호빈 : 윤부전 역 - 전 내금위장, 윤이서의 아버지
- 최지나 : 폐서인 신씨 - 세자 이율의 어머니
- 안세하 : 허만식 역 - 암행어사
- 진지희 : 진린 역 - 공자

## 촬영지
- 대장금파크
- 광한루원
- 문경새재 오픈세트장
- 한국민속촌
- 부안영상테마파크
- 안성팜랜드
- 아홉산숲
- 학원농장

## 시청률
최저 시청률과 최고 시청률은 시청률 조사회사와 지역별로 시청률에 차이가 있을 수 있습니다.
| 2018년      | 2018년      | 2018년   | 2018년     |
| 회차        | 방송일      | AGB 전국 | AGB 수도권 |
| ----------- | ----------- | -------- | ---------- |
| 제1회       | 9월 10일    | 5.026%   | 5.527%     |
| 제2회       | 9월 11일    | 6.199%   | 6.882%     |
| 제3회       | 9월 17일    | 6.000%   | 6.229%     |
| 제4회       | 9월 18일    | 7.274%   | 7.814%     |
| 제5회       | 9월 24일    | 4.362%   | 4.799%     |
| 제6회       | 9월 25일    | 6.923%   | 7.232%     |
| 제7회       | 10월 1일    | 7.991%   | 8.785%     |
| 제8회       | 10월 2일    | 9.223%   | 9.995%     |
| 제9회       | 10월 8일    | 9.089%   | 9.790%     |
| 제10회      | 10월 9일    | 10.263%  | 10.904%    |
| 제11회      | 10월 15일   | 10.120%  | 10.790%    |
| 제12회      | 10월 16일   | 11.170%  | 10.634%    |
| 제13회      | 10월 22일   | 11.333%  | 12.502%    |
| 제14회      | 10월 23일   | 12.670%  | 13.455%    |
| 제15회      | 10월 29일   | 12.159%  | 13.033%    |
| 제16회      | 10월 30일   | 14.412%  | 15.169%    |
| 평균 시청률 | 평균 시청률 | 9.013%   | 9.596%     |

## 수상
- 2019년 제14회 숨피 어워즈 올해의 드라마상
- 2019년 제14회 숨피 어워즈 올해의 배우상 남자부문 도경수
- 2019년 제14회 숨피 어워즈 베스트 커플상 도경수, 남지현

## 동시간대 드라마
- JTBC 월화드라마

《뷰티 인사이드》 (2018년 10월 1일 ~ 2018년 11월 20일)